# 阿扎语 (汉藏语系)
阿扎语是由中国彝族使用的彝语支语言。

## 獨特性
在阿扎语中“羊”、“吃”和“喝”的词汇经历过创新(Pelkey 2011:377)。倮家邑阿扎语/mɛ33 xɛ33/“羊”、/la̠45/“吃”、/ŋɨ33/“喝”不是分化自原始彝语*(k)-citL “羊”、*dza²“吃”和*m-daŋ¹“喝”。